# Playa de Levante (Benidorm)

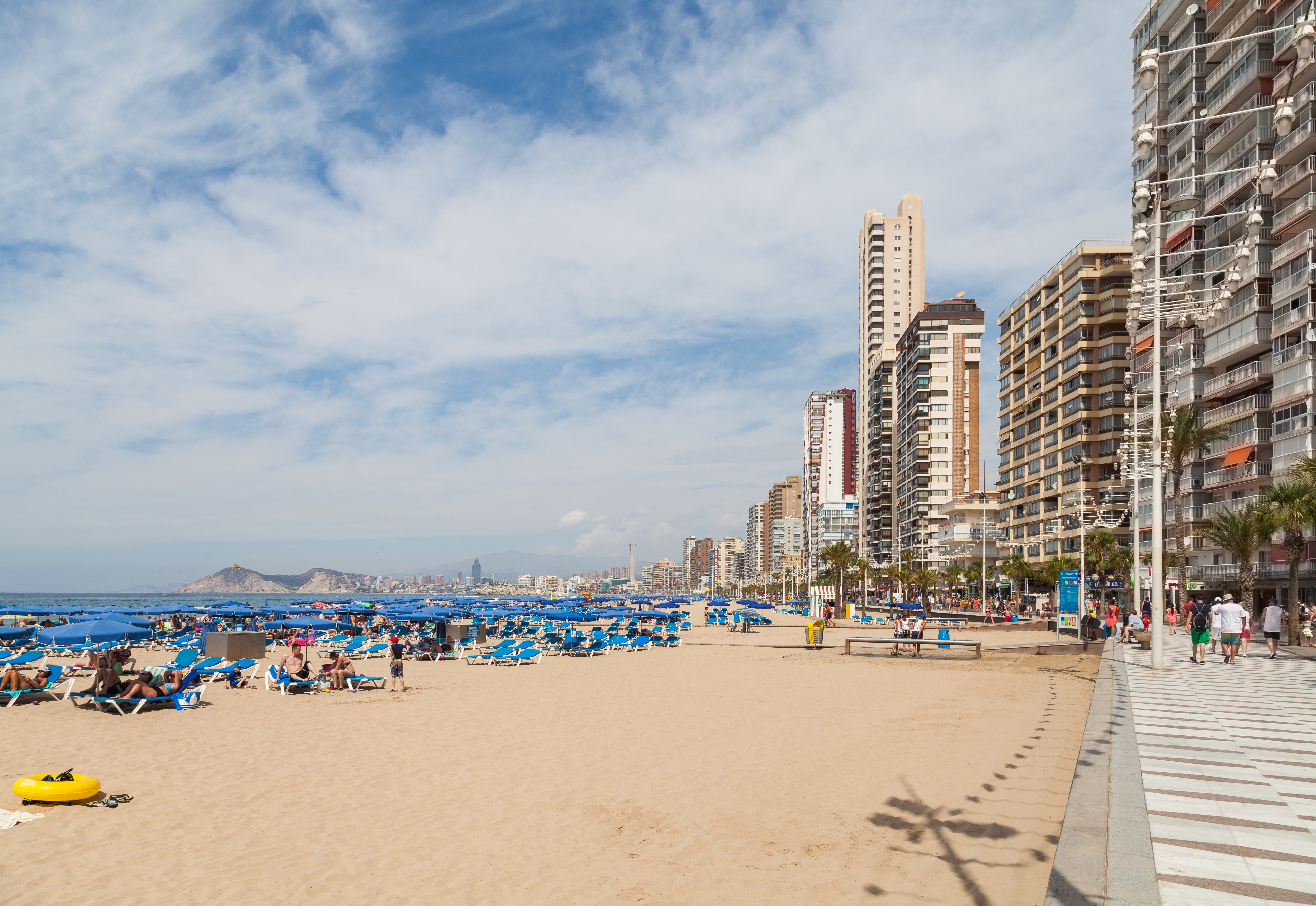
Playa de Levante.

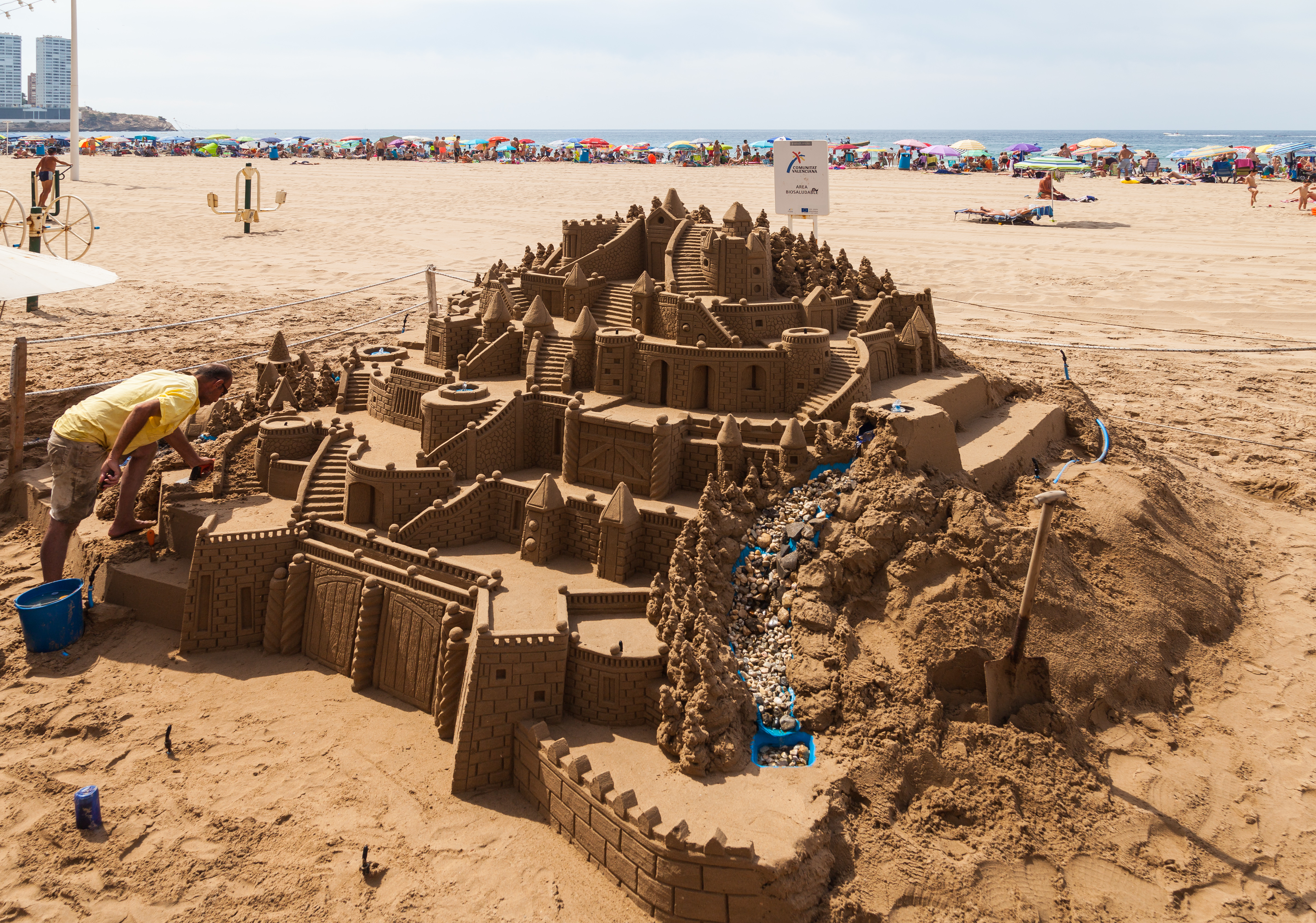
Escultura de arena en la playa de Levante.

La playa de Levante es una playa de arena del municipio de Benidorm en la provincia de Alicante (España).
Limita al norte con la Sierra Helada y al sur con la Punta Canfali. Tiene una longitud de 2084 m, con una altitud media de 110 m. 
Se sitúa en un entorno urbano, disponiendo de acceso por calle. Cuenta con paseo marítimo y estacionamiento delimitado. Dispone de acceso para discapacitados. Es una playa balizada. Cuenta con el distintivo de Bandera Azul. 
Siendo una playa muy bien dotada, presenta un inconveniente muy molesto para los bañistas: Cuando tratan de avanzar andando mar adentro desde la playa, han de atravesar contra las olas una amplia franja pedregosa poco practicable, con la que es fácil tropezar y resbalarse llegando a caerse y golpeándose contra las rocas del fondo. 